# Академічне веслування на літніх Олімпійських іграх 2024 — парні четвірки (жінки)
Змагання з академічного веслування в парних четвірках серед жінок на літніх Олімпійських іграх 2024 року тривають з 27 по 31 липня на Національному олімпійському морському стадіоні Іль-де-Франс у Вер-сюр-Марні. Змагаються 36 веслувальниць (9 четвірок) з 9 країн.

## Розклад
Змагання тривають шість днів. 
Вказано центральноєвропейський літній час (UTC+2)
| Дата                     | Час   | Раунд             |
| ------------------------ | ----- | ----------------- |
| Субота, 27 липня 2024    | 12:50 | Попередні запливи |
| Понеділок, 29 липня 2024 | 11:30 | Втішні запливи    |
| Середа, 31 липня 2024    | 12:14 | Фінал B           |
| Середа, 31 липня 2024    | 12:38 | Фінал A           |

## Підсумки

### Попередні запливи
Перші три човни з кожного запливу кваліфікувалися до півфіналів, а решта - потрапили до втішного запливу.

#### Заплив 1
| Місце | Доріжка | Веслувальниці                                                                  | Країна           | Час     | Нотатки |
| ----- | ------- | ------------------------------------------------------------------------------ | ---------------- | ------- | ------- |
| 1     | 1       | Лайла Юссіфу Бенте Пауліс Рос де Йонґ Тесса Дюллеманс                          | Нідерланди (NED) | 6:17.12 | Q       |
| 2     | 5       | Євгенія Довгодько Катерина Дудченко Дарина Верхогляд Анастасія Коженкова       | Україна (UKR)    | 6:20.09 | Q       |
| 3     | 2       | Чень Юнься Чжан Лін Лю Ян Цуй Сяотун                                           | Китай (CHN)      | 6:22.29 | В       |
| 4     | 3       | Йоана-Мадаліна Морошан Емануела-Йоана Чотеу Александра Унгуряну Патрісія Чиреш | Румунія (ROU)    | 6:24.74 | В       |
| 5     | 4       | Ріа Томпсон Ровена Мередіт Лора Ґурлі Кейтлін Кронін                           | Австралія (AUS)  | 6:25.88 | В       |

#### Заплив 2
| Місце | Доріжка | Веслувальниці                                           | Країна                | Час     | Нотатки |
| ----- | ------- | ------------------------------------------------------- | --------------------- | ------- | ------- |
| 1     | 4       | Лорін Генрі Ганна Скотт Лола Андерсон Джорджина Брейшоу | Велика Британія (GBR) | 6:13.35 | Q       |
| 2     | 3       | Марен Фельц Табеа Шендекель Леоні Менцель Пія Ґрайтен   | Німеччина (GER)       | 6:15.28 | Q       |
| 3     | 2       | Фаб'янн Швайцер Селія Дюпре Паскаль Валькер Ліза Лечер  | Швейцарія (SUI)       | 6:16.91 | В       |
| 4     | 1       | Ґрейс Джойс Емілі Деллмен Тіл Коен Лорін О'Коннор       | США (USA)             | 6:27.35 | В       |

### Втішний заплив
Човни, що посіли перші два місця, вийшли до фіналу, а решта — потрапили до фіналу B і не претендували на медалі.
| Місце | Доріжка | Веслувальниці                                                                  | Країна          | Час     | Нотатки |
| ----- | ------- | ------------------------------------------------------------------------------ | --------------- | ------- | ------- |
| 1     | 3       | Фаб'янн Швайцер Селія Дюпре Паскаль Валькер Ліза Лечер                         | Швейцарія (SUI) | 6:26.82 | FA      |
| 2     | 2       | Чень Юнься Чжан Лін Лю Ян Цуй Сяотун                                           | Китай (CHN)     | 6:28.72 | FA      |
| 3     | 5       | Ріа Томпсон Ровена Мередіт Лора Ґурлі Кейтлін Кронін                           | Австралія (AUS) | 6:32.65 | FB      |
| 4     | 4       | Йоана-Мадаліна Морошан Емануела-Йоана Чотеу Александра Унгуряну Патрісія Чиреш | Румунія (ROU)   | 6:33.84 | FB      |
| 5     | 1       | Ґрейс Джойс Емілі Деллмен Тіл Коен Лорін О'Коннор                              | США (USA)       | 6:34.04 | FB      |

### Фінальна частина

#### Фінал B
| Місце | Доріжка | Веслувальник                                                                   | Країна          | Час     | Нотатки |
| ----- | ------- | ------------------------------------------------------------------------------ | --------------- | ------- | ------- |
| 7     | 1       | Йоана-Мадаліна Морошан Емануела-Йоана Чотеу Александра Унгуряну Патрісія Чиреш | Румунія (ROM)   | 6:29.64 |         |
| 8     | 2       | Ріа Томпсон Ровена Мередіт Лора Ґурлі Кейтлін Кронін                           | Австралія (AUS) | 6:30.85 |         |
| 9     | 3       | Ґрейс Джойс Емілі Деллмен Тіл Коен Лорін О'Коннор                              | США (USA)       | 6:31.71 |         |

#### Фінал A
| Місце | Доріжка | Веслувальник                                                             | Країна                | Час     | Нотатки |
| ----- | ------- | ------------------------------------------------------------------------ | --------------------- | ------- | ------- |
| 1     | 4       | Лорін Генрі Ганна Скотт Лола Андерсон Джорджина Брейшоу                  | Велика Британія (GBR) | 6:16.31 |         |
| 2     | 3       | Лайла Юссіфу Бенте Пауліс Рос де Йонґ Тесса Дюллеманс                    | Нідерланди (NED)      | 6:16.46 |         |
| 3     | 5       | Марен Фельц Табеа Шендекель Леоні Менцель Пія Ґрайтен                    | Німеччина (GER)       | 6:19.70 |         |
| 5     | 2       | Євгенія Довгодько Катерина Дудченко Дарина Верхогляд Анастасія Коженкова | Україна (UKR)         | 6:23.05 |         |
| 6     | 1       | Чень Юнься Чжан Лін Лю Ян Цуй Сяотун                                     | Китай (CHN)           | 6:27.08 |         |
| 4     | 6       | Фаб'янн Швайцер Селія Дюпре Паскаль Валькер Ліза Лечер                   | Швейцарія (SUI)       | 6:20.12 |         |